# Joan Lascorz
Joan Lascorz Moreno (Barcellona, 27 febbraio 1985) è un pilota automobilistico e pilota motociclistico spagnolo ritiratosi dall'attività agonistica.

## Carriera

### Gli inizi
Inizia con il motociclismo sportivo nel 1995, quando vince il campionato catalano delle minimoto, e nel 1997 è invece campione catalano negli scooter di cilindrata 50 cm³. Dopo aver continuato la trafila in varie competizioni giovanili in Spagna, nel 2003 inizia a competere nel campionato spagnolo velocità nella categoria riservata alle 125. Nel 2004 si sposta nelle competizioni per Supermotard, vincendo il trofeo monomarca riservato alle Honda CRF 450. Rientra nel campionato spagnolo velocità nel 2005, arrivando sesto nella classifica piloti con 46 punti nella categoria Supersport, sempre nella stessa annata esordisce nel campionato mondiale Supersport, correndo a Imola in qualità di wildcard a bordo di una Honda CBR 600RR del team Glaner Castrol Honda. Continua nel campionato spagnolo Supersport anche nel 2006, migliorandosi rispetto alla stagione precedente, posizionandosi quarto con 75 punti nella graduatoria generale. Anche quest'anno corre una gara nel mondiale Supersport, sempre a Imola, con la Honda CBR 600RR del team CRS Grand Prix come pilota sostitutivo. 

### Mondiale Supersport
Nel 2007 la sua prima stagione da pilota titolare nel mondiale Supersport con il team Glaner Motocard.com, alla guida di una Honda CBR600RR. Ottiene un terzo posto a Vallelunga come risultato da segnalare, e si piazza al diciottesimo posto con 38 punti nella classifica di campionato.Nel 2008 viene confermato nello stesso team e con la stessa moto, con compagno di squadra Santiago Barragán. Ottiene una vittoria a Valencia, un secondo posto a Losail e due terzi posti (Assen e Portimão) e si posiziona al quinto posto nella graduatoria piloti con 121 punti. Nel 2009 rimane nello stesso team ma viene equipaggiato da una Kawasaki ZX-6R, il compagno di squadra è Katsuaki Fujiwara. Ottiene una vittoria a Magny-Cours, due secondi posti (Monza e Donington), tre terzi posti (Assen, Brno e Nürburgring) e una pole position a Miller e chiude la stagione al quarto posto con 163 punti.
Nel 2010, ancora con la ZX-6R del team Kawasaki Motocard.com nel mondiale Supersport, ottiene una vittoria a Valencia, cinque secondi posti (Phillip Island, Portimão, Assen, Misano Adriatico e Brno), due terzi posti (Monza e Miller) e due pole position (Phillip Island e Brno) e, pur rimanendo coinvolto in un incidente in gara a Silverstone che lo costringe a saltare le ultime tre gare in calendario, chiude la stagione al terzo posto in classifica piloti con 168 punti ottenuti.

### Mondiale Superbike
Nel 2011 passa al campionato mondiale Superbike, ingaggiato dal team Kawasaki Racing per portare in gara la ZX-10R. Chiude molte gare in zona punti, segnando anche il giro veloce in gara 2 a Portimão, risultando, con l'undicesimo posto nella classifica mondiale, il miglior pilota con moto Kawasaki. Nella stessa stagione prende parte, in qualità di pilota wild card, ad una prova del British Superbike Championship; ottiene diciassette punti classificandosi ventiquattresimo. 

### Corse automobilistiche
Confermato nel mondiale Superbike dal team Kawasaki Racing anche per il 2012, il 2 aprile, durante una sessione di test a Imola nel tratto in salita seguente la curva Tosa, resta vittima di un grave incidente che gli procura la frattura della sesta vertebra cervicale. Rimasto paraplegico a seguito dell'incidente, continua a lavorare nel mondo del motociclismo col ruolo di commentatore tecnico per la televisione TVE. Parallelamente alla carriera da commentatore televisivo, intraprende quella di pilota automobilistico arrivando a partecipare all'edizione 2022 del Rally Dakar.

## Risultati in gara

### Campionato mondiale Supersport
| 2005 | Moto  |  |  |  |  |  |  |  |  |  |  |    |  |  |  | Punti | Pos. |
| ---- | ----- |  |  |  |  |  |  |  |  |  |  | -- |  |  |  | ----- | ---- |
| 2005 | Honda |  |  |  |  |  |  |  |  |  |  | 19 |  |  |  | 0     |      |

| 2006 | Moto  |  |  |  |  |  |  |  |  |  |  |    |  |  |  | Punti | Pos. |
| ---- | ----- |  |  |  |  |  |  |  |  |  |  | -- |  |  |  | ----- | ---- |
| 2006 | Honda |  |  |  |  |  |  |  |  |  |  | 20 |  |  |  | 0     |      |

| 2007 | Moto  |     |     |     |   |     |    |    |    |    |    |   |   |    |  | Punti | Pos. |
| ---- | ----- | --- | --- | --- | - | --- | -- | -- | -- | -- | -- | - | - | -- |  | ----- | ---- |
| 2007 | Honda | Rit | Rit | Rit | 8 | Rit | 15 | 15 | 17 | 17 | 12 | 8 | 3 | 22 |  | 38    | 18º  |

| 2008 | Moto  |   |   |   |   |   |    |     |    |    |   |   |     |   |  | Punti | Pos. |
| ---- | ----- | - | - | - | - | - | -- | --- | -- | -- | - | - | --- | - |  | ----- | ---- |
| 2008 | Honda | 2 | 7 | 1 | 3 | 9 | 12 | Rit | 18 | 14 | 7 | 4 | Rit | 3 |  | 121   | 5º   |

| 2009 | Moto     |   |    |    |   |   |   |   |   |   |   |   |     |   |     | Punti | Pos. |
| ---- | -------- | - | -- | -- | - | - | - | - | - | - | - | - | --- | - | --- | ----- | ---- |
| 2009 | Kawasaki | 8 | 13 | 19 | 3 | 2 | 4 | 4 | 4 | 2 | 3 | 3 | Rit | 1 | Rit | 163   | 4º   |

| 2010 | Moto     |   |   |   |   |   |   |   |   |   |    |  |  |  |  | Punti | Pos. |
| ---- | -------- | - | - | - | - | - | - | - | - | - | -- |  |  |  |  | ----- | ---- |
| 2010 | Kawasaki | 2 | 2 | 1 | 2 | 3 | 5 | 3 | 2 | 2 | NP |  |  |  |  | 168   | 3º   |

| Legenda | 1º posto        | 2º posto            | 3º posto           | A punti      | Senza punti        | Grassetto – Pole position Corsivo – Giro più veloce |
| Legenda | Gara non valida | Non qual./Non part. | Ritirato/Non class | Squalificato | '-' Dato non disp. | Grassetto – Pole position Corsivo – Giro più veloce |

### Risultati nel mondiale Superbike
| 2011 | Moto     |     |     |    |   |    |    |     |   |    |    |   |   |   |   |   |   |   |     |   |    |    |   |   |   |   |   |  |  | Punti | Pos. |
| ---- | -------- | --- | --- | -- | - | -- | -- | --- | - | -- | -- | - | - | - | - | - | - | - | --- | - | -- | -- | - | - | - | - | - |  |  | ----- | ---- |
| 2011 | Kawasaki | Rit | Rit | 10 | 5 | 11 | 12 | Rit | 9 | 14 | 12 | 9 | 9 | 7 | 5 | 9 | 8 | 7 | Rit | 7 | 11 | 10 | 8 | 8 | 7 | 5 | 8 |  |  | 161   | 11º  |

| 2012 | Moto     |    |     |   |   |  |  |  |  |  |  |  |  |  |  |  |  |  |  |  |  |  |  |  |  |  |  |  |  | Punti | Pos. |
| ---- | -------- | -- | --- | - | - |  |  |  |  |  |  |  |  |  |  |  |  |  |  |  |  |  |  |  |  |  |  |  |  | ----- | ---- |
| 2012 | Kawasaki | 15 | Rit | 7 | 9 |  |  |  |  |  |  |  |  |  |  |  |  |  |  |  |  |  |  |  |  |  |  |  |  | 17    | 23º  |

| Legenda | 1º posto        | 2º posto            | 3º posto           | A punti      | Senza punti        | Grassetto – Pole position Corsivo – Giro più veloce |
| Legenda | Gara non valida | Non qual./Non part. | Ritirato/Non class | Squalificato | '-' Dato non disp. | Grassetto – Pole position Corsivo – Giro più veloce |